# Minatojima (Kobe Port Liner)
Minatojima (みなとじま駅, Minatojima station) est une station de la Port Liner du métro automatique de Kobe New Transit. Elle est située à Minatojima Nakamachi, dans l'arrondissement Chūō-ku de Kobe, dans la préfecture de Hyōgo au Japon.
Mise en service en 1981, elle est desservie par les rames de la Port Liner.

## Situation sur le réseau

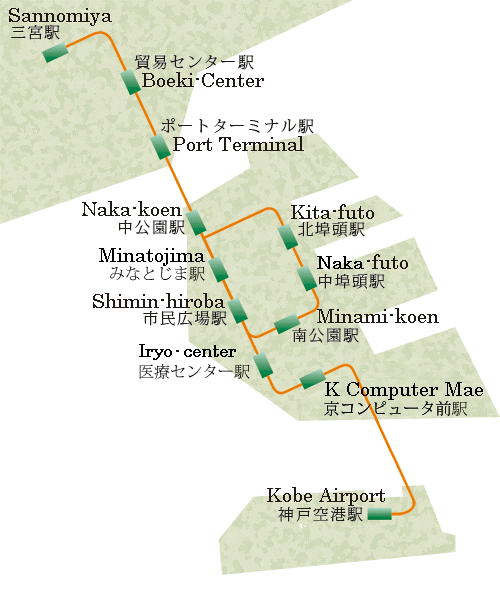
Plan de la ligne.

Établie en aérien Minatojima est une station de passage de la Port Liner de Kobe New Transit. Elle est située entre la station Naka Kōen, en direction du terminus nord Sannomiya, et la station Shimin Hiroba,  en direction du terminus sud Aéroport de Kobe. Elle est également une station de la boucle entre la station Naka Kōen et la station .
Elle dispose d'un quai central encadré par les deux voies en impasses de la ligne vers l'aéroport et une voie unique desservant un quai latéral.

## Histoire
La station Minatojima est mise en service le 5 février 1981, lorsque la compagnie Kobe New Transit ouvre à l'exploitation les 6,4 km, avec neuf stations, de la première section de sa ligne Port Liner de son métro automatique.

## Services aux voyageurs

### Accès et accueil

Installations
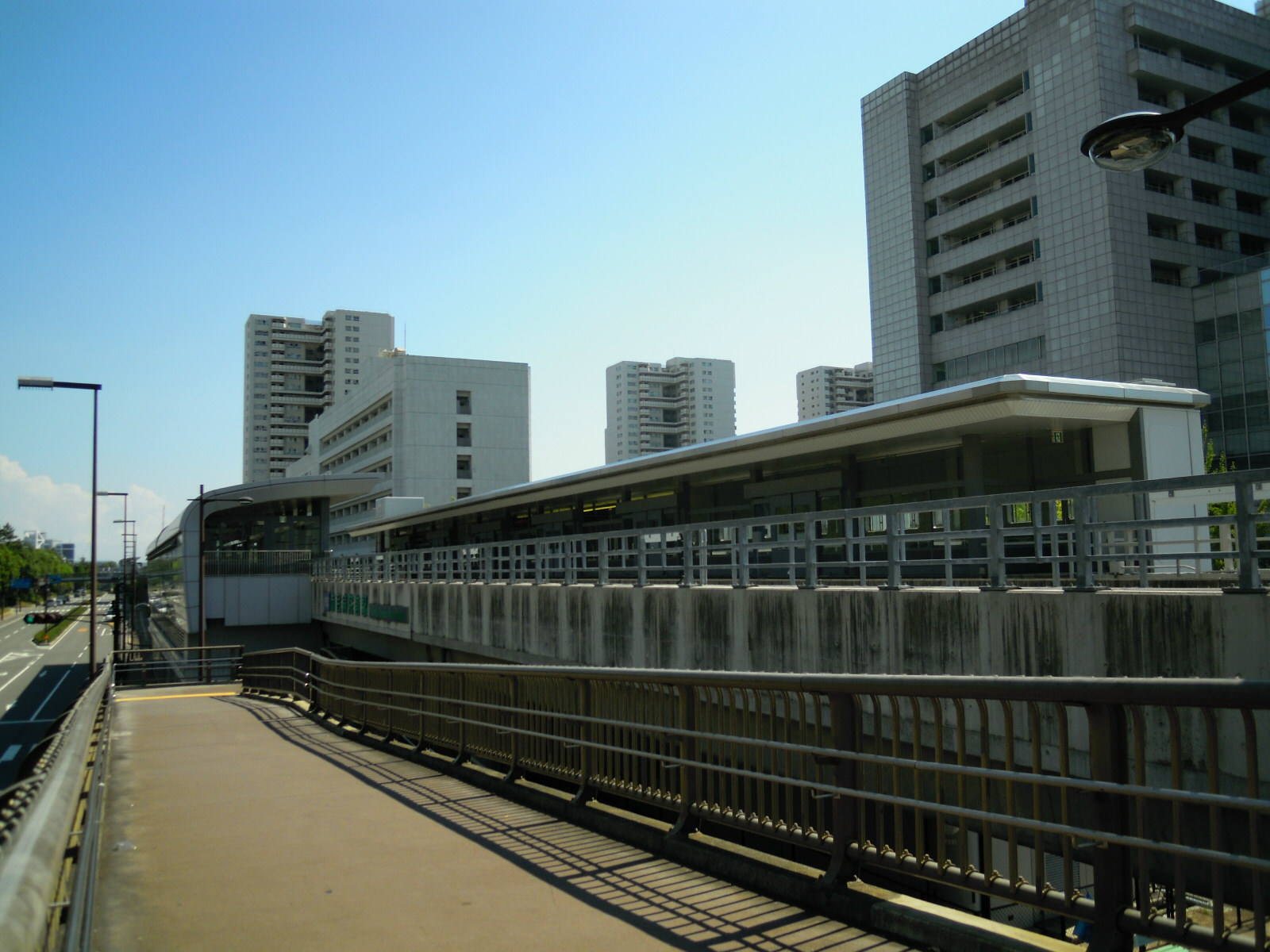
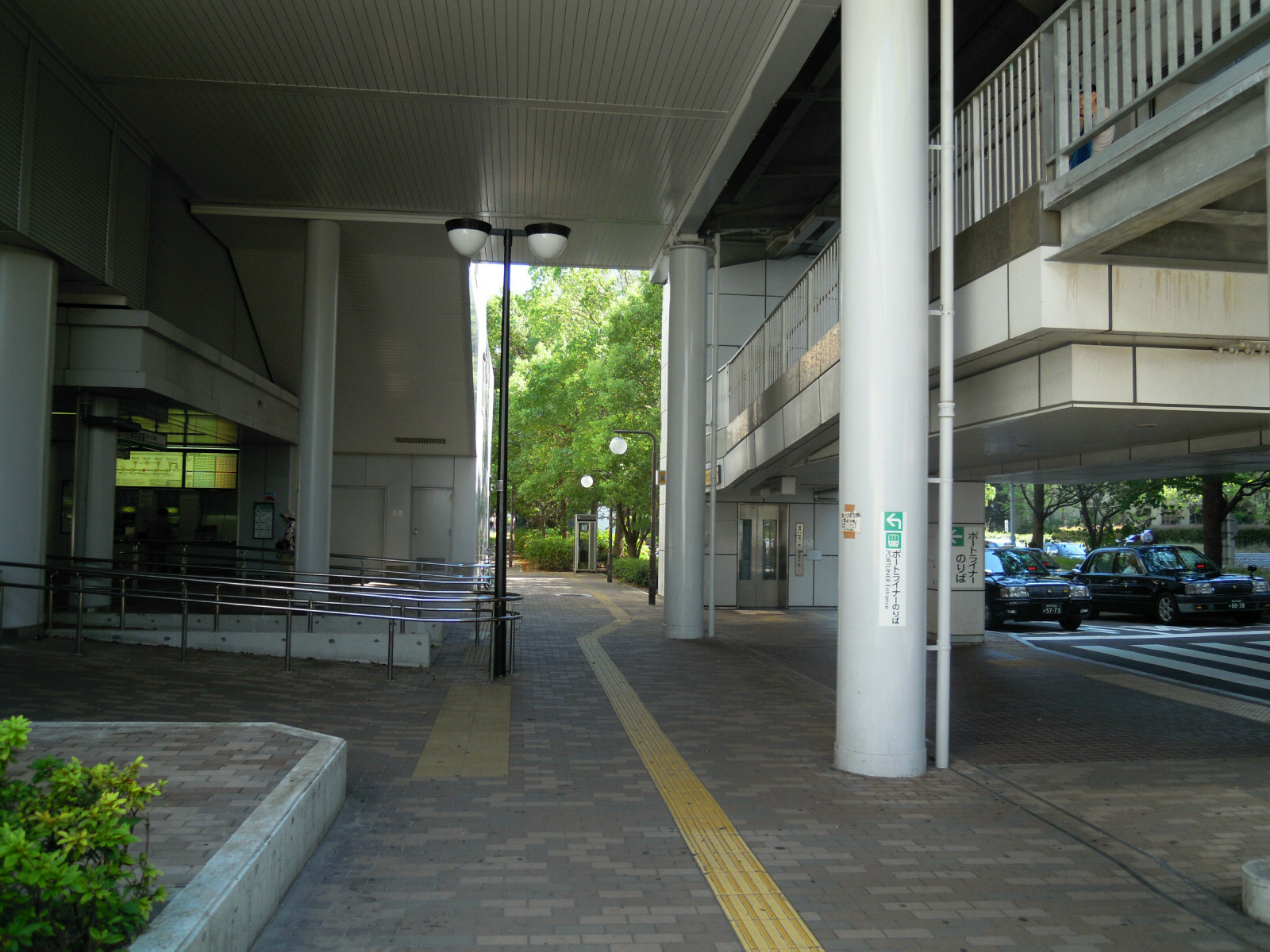
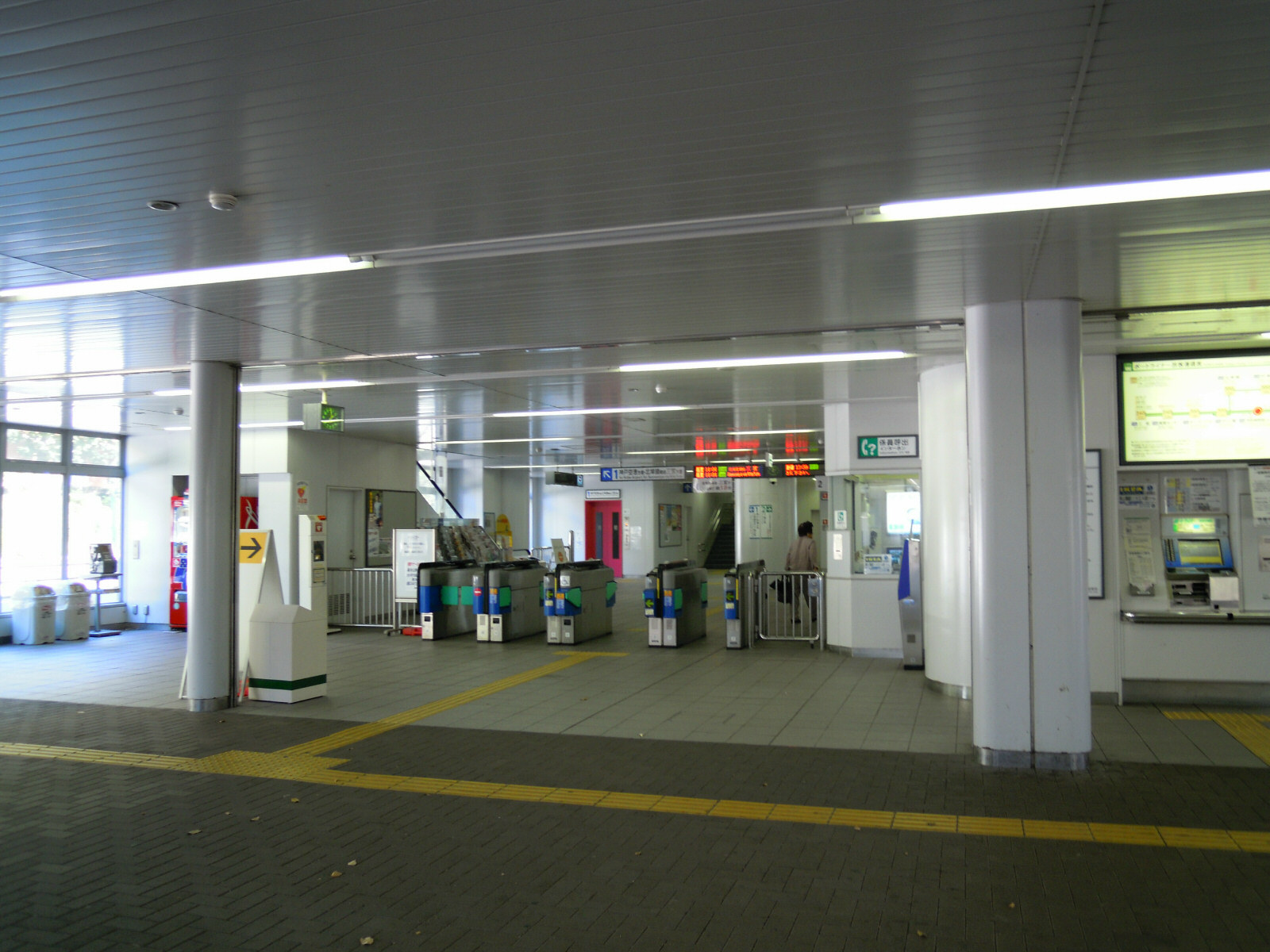

### Desserte

Installations
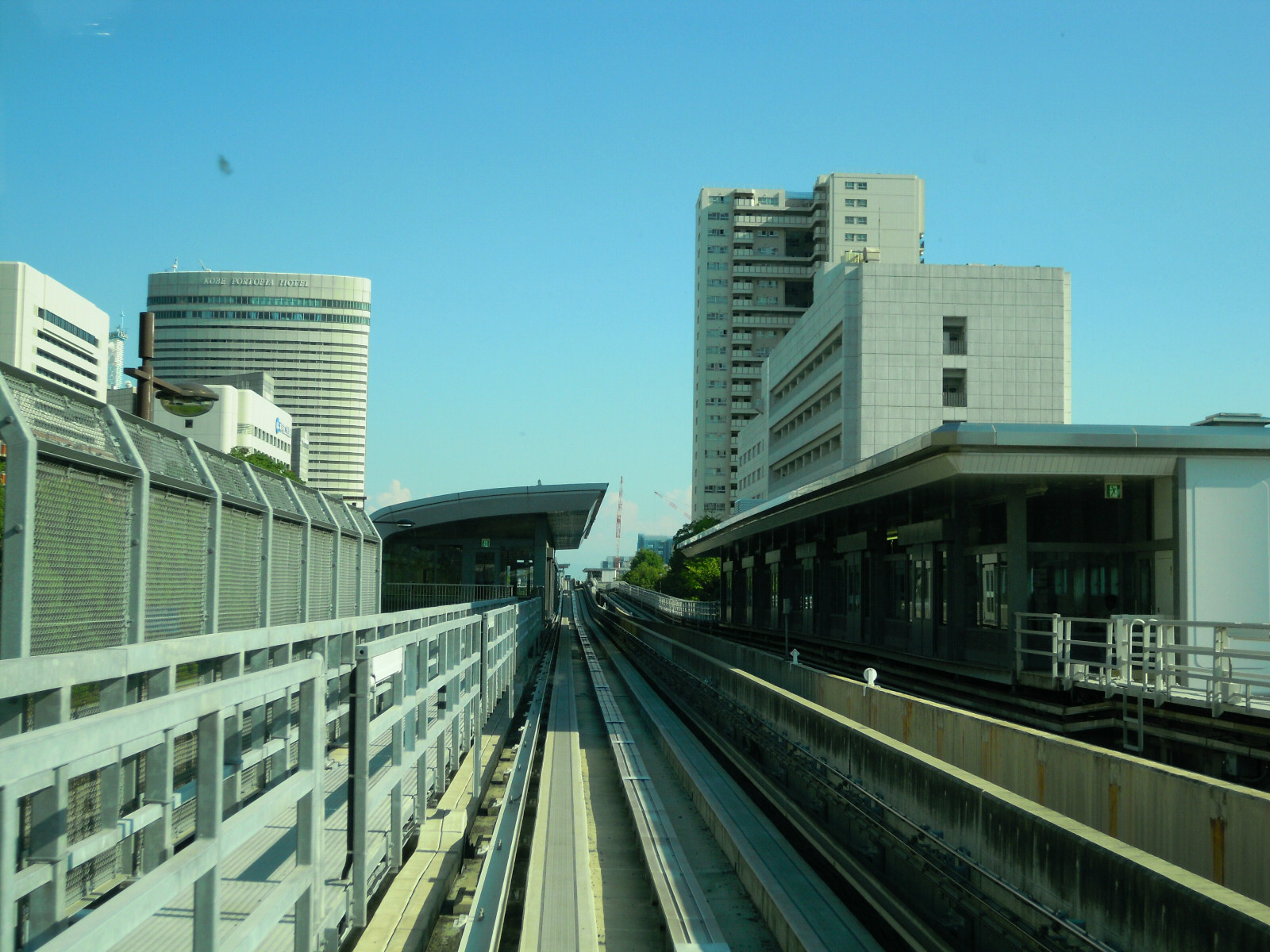
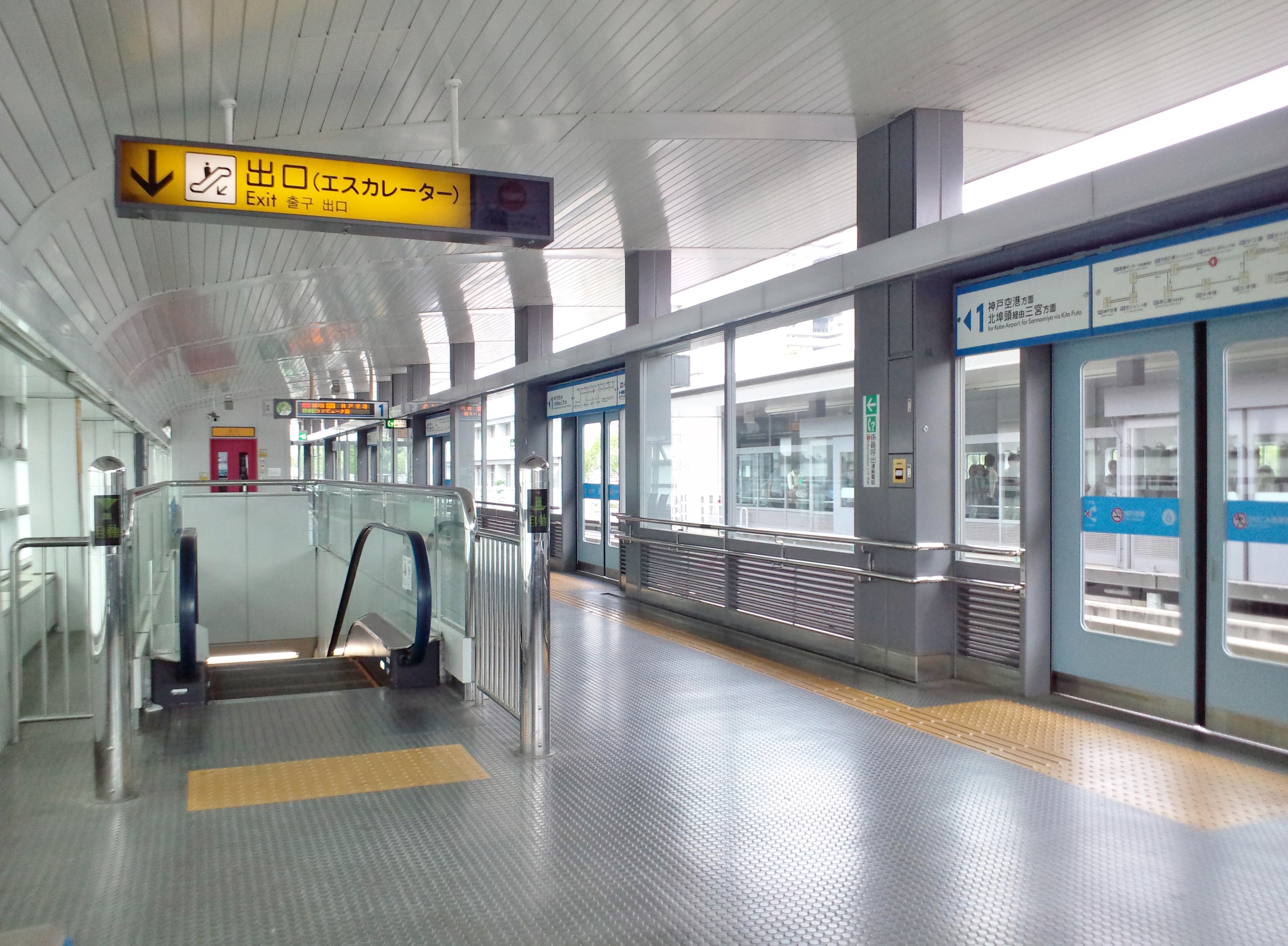
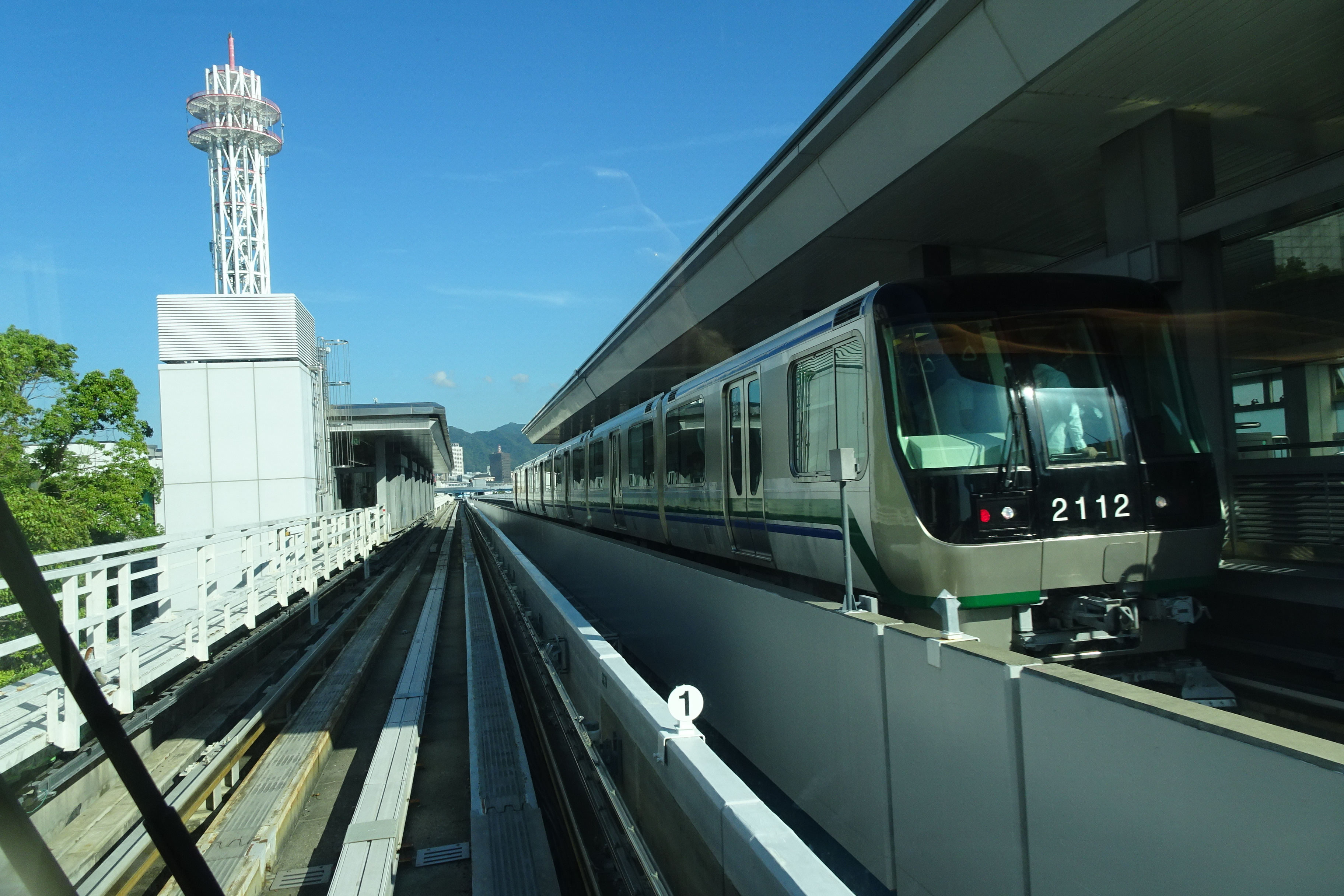